# Der Staatsanwalt hat das Wort: Zwei Promille
Zwei Promille ist ein deutscher Fernsehfilm von Werner Röwekamp aus dem Jahr 1971. Das kriminologische Fernsehspiel erschien als 21. Folge der Filmreihe Der Staatsanwalt hat das Wort.

## Handlung
Der 40-jährige Jupp Klenke hat eine freiwillig aufgenommene Entziehungskur hinter sich. Der Betrieb bietet ihm Qualifizierungsmöglichkeiten, und in der Familie wird er tatkräftig unterstützt. Aber Jupp glaubt, scheel angesehen zu werden, und wechselt den Arbeitsplatz. In einer Kohlenausträgerbrigade nimmt er Arbeit auf. Der alte Kohlenplatzverwalter Timpel weist ihn in seine künftige Tätigkeit ein: „Umjang mit’n Kunden! Na ja, det lernste dir schnell an! Manch einer, der mich kennt, stellt ein kleines Fläschchen auf den Tisch. Speziell um die Weihnachtszeit. Aber liefern – janz reell!“
Seine Tochter ist schwer enttäuscht und zeigt dieses mit jeder Faser ihres Daseins. Überdies beginnt er wieder das Trinken. Deswegen gerät er auch mit seiner Frau in Streit, die ihn schließlich verlassen will. Wegen seiner Trunksucht verliert er darüber hinaus auch die Expektanz als Nachfolger des Platzverwalters. Am Ende übernachtet er unter Brücken oder im Kohlenbetrieb.
Doch sein Vorgesetzter gibt ihn nicht auf, sucht das Gespräch mit der Familie, der Tochter und der Ehefrau. Klenke aber beobachtet ein Treffen seines Chefs mit seiner Frau und zieht falsche Schlüsse. Als er sich mit ihm spätabends in der Betriebsbaracke aufhält, volltrunken und ohne Obdach, und sein Chef ihm ein Nachtquartier bereiten will, ersticht er ihn im Affekt mit einer Schere von hinten.

## Produktion
Zwei Promille entstand 1970–1971 im Zuständigkeitsbereich des Deutschen Fernsehfunks, Bereich Unterhaltende Dramatik – Redaktion „Der Staatsanwalt hat das Wort“. 
Szenenbild: Heinz-Helmut Bruder; Kostüm: Ursula Rotte; Dramaturgie: Käthe Riemann; Kommentare: Peter Przybylski.